# Ochropleura cyrnos
Ochropleura cyrnos là một loài bướm đêm trong họ Noctuidae.